# Livia Elektra
Lívia Elektra é uma artista multifacetada que se destaca como cantora, fotógrafa e pioneira no mundo das NFTs. Sua presença nos holofotes cresceu especialmente por sua atuação como vocalista da banda Fake Number.
Considerada em 2010 uma das 100 pessoas mais influentes da música brasileira  a pelo Twitter, Elektra ficou conhecida no Brasil como vocalista da banda Fake Number banda teen de grande sucesso nos anos 2000 e uma das primeiras bandas brasileiras de vocal feminino no Pop Rock.
Com 17 anos de carreira na música e inumeros prêmios, Elektra também atua como fotógrafa profissional a 7 anos, especializada na área musical, trabalhou junto a artistas de nomes consagrados na música internacional e brasileira, como: Wesley Safadão, Claudia Leitte, Marilia Mendonça, Simone e Simara, Maiara & Maraisa, Luísa Sonza, Lexa, Dilsinho, Leo Santana, Marcelo Falcão e outros.

## Carreira Musical
Elektra começou a cantar, compor e tocar violão com 12 anos de idade em Lorena, no interior de São Paulo. 
Mas foi com 14 anos que montou a banda "Fake Number" e se mudou para a capital paulista atrás do seu sonho.
Como vocalista da banda Fake Number: Compositora de todas as músicas da banda, Elektra ganhou prêmios incluindo o de "Melhor CD nacional de 2010" pela MTV, "Melhor Cantora Nacional", "Melhor Banda Nacional", "Melhor Clipe", "Melhor Myspace", "Melhor Comunidade no Orkut" pela premiação mais importante do underground brasileiro, o Zona Punk. Em 2009 a banda assinou contrato com a Universal Music / Arsenal Music e lançou seu CD com direção artística de Rick Bonadio e produção de Lampadinha.
Em 2010 Fake Number liderou a lista de álbuns mais baixados da internet com o álbum Fake Number. e Elektra foi convidada pela MTV para fazer uma homenagem ao Charlie Brown Jr. e Raimundos comemorando os 20 anos da emissora, cantando ao vivo na premiação mais importante do Brasil, o VMB (Video Music Brasil), ela também se apresentou junto com a banda Fresno no “Meus Prêmios Nick 2010”. Elektra e a banda ﬁzeram turnê no Brasil com Paramore, MxPx, Millencolin, New Found Glory e bandas nacionais como Nxzero, Fresno, Charlie Brown Jr. e Skank.
Ela foi eleita uma das 100 pessoas da música mais inﬂuentes do Brasil no twitter em 2010, no mesmo ano foi colunista da revista TodaTeen para contar suas experiências no meio musical. Em 2011 o novo single "Primeira Lembrança" ﬁcou mais de 1 mês entre os 5 mais votados do Top 10 MTV e concorreu a "Hit do ano" e "Melhor Fade Out" no VMB. Em 2014 ela fez sua primeira turnê internacional, foram mais de 50 shows por cidades do México cantando versões em Espanhol de suas músicas e arrecadando dinheiro para fundações que apoiam crianças com síndrome de down.
Atualmente como vocalista da banda VENVS, foi convidada pela Roc Nation, gravadora fundada por Jay-Z em parceria com o time de futebol Italiano A.C.MILAN para se apresentar no festival Milan With Love: Next Gen.
A potência do futebol italiano A.C. Milan e a Roc Nation, a empresa de entretenimento mais proeminente do mundo, ﬁzeram uma parceria para criar Milan with Love: Next Gen, o especial de 90 minutos, que foi transmitido no Tidal, Milan TV, AC Milan Oﬃcial App e canais sociais, bem como Weibo, Toutiao, Douyin, Dongquidi e WeChat, foram apresentados pelo produtor premiado com o GRAMMY DJ Khaled, onde apenas onze artistas foram convocados pelo mundo para performar suas músicas. VENVS foi a única banda brasileira a se apresentar no festival.

## Carreira Fotográfica
Em 2016 sua carreira como fotógrafa e roteirista começou a ganhar reconhecimento no Brasil, visando o mesmo nicho musical, Elektra se especializou em trabalhar como fotógrafa de capas de Álbuns musicais, singles e videoclipes. Trabalhou como fotógrafa dos maiores artistas brasileiros como Wesley Safadão, Claudia Leitte, Dilsinho, Tony Salles, Lexa, Giulia Be, Solange Almeida, Lauana Prado, Paula Mattos, Gustavo Mioto, Leo Santana , Dennis DJ, Vitão, Luísa Sonza, Simone e Simaria, Mar Aberto, Kevinho, Marcelo Falcão O Rappa, Jerry Smith, Kekel, MC Zaac, Aldair Playboy entre outros.
Após ganhar visibilidade na fotograﬁa do cenários musical, Elektra começou a trabalhar com grandes marcas para fotografar e ser inﬂuenciadora de suas campanhas virtuais como Calvin Klein, Motorola, Canon, Skol, Amstel, Philips, Telecine, BlablaCar, Trident, Adidas, Rayban, Tagima, Jack Daniels, Credicard, Sky, Rappi, Badoo, Doritos, SkyScanner, Grand Hyatt Hotel e outras…
Como roteirista escreveu roteiros de videoclipes para artistas brasileiros como Marília Mendonça, Maiara e Maraisa, Anitta, Claudia Leitte, Dennis DJ, Wesley Safadão, Onze 20 entre outros.
Em dezembro de 2021 foi convidada pela plataforma americana de fotograﬁa SuperRare para fazer parte dos fotógrafos da plataforma, sendo a primeira fotograﬁa do Brasil a ser convidada. Hoje apenas Elektra e mais uma fotógrafa representam o Brasil como parte do casting da plataforma.
Em 2022 teve seu trabalho exposto em um outdoor na MELROSE AVENUE em Los Angeles, uma das avenidas mais famosas da cidade.
Em Fevereiro, convidada pela plataforma para a maior exibição de fotograﬁa NFT do mundo onde foram convidados apenas 50 fotógrafos sendo ela a única do Brasil.
Recentemente foi convidada diretamente por Keith Grossman, presidente da revista TIME, uma das maiores revistas americanas, para expor o seu trabalho em Liverpool no Reino Unido. A exibição acontece de Abril a Outubro de 2022 no lar das obras de arte pop e contemporâneas mais procuradas da atualidade, a Adelia Art Gallery.
Sua proxima exibição acontece agora no mês de março onde foi convidada pela Of Woman e Vinci Airports para expor o seu trabalho em mais de 20 aeroportos espalhados pelo mundo ao lado de outras 22 artistas do mundo todo.